# Daren Kagasoff
Daren Kagasoff (Encino, 16 de setembro de 1987) é um ator americano, mais conhecido pelo seu papel Ricky Underwood da série The Secret Life of the American Teenager. 

## Biografia
Daren Kagasoff nasceu e cresceu em Encino, Califórnia. É o filho do meio de três irmãos, Justin - o irmão mais velho - e a caçula Natalie. Embora tenha frequentado a Universidade de São Francisco, Kagasoff decidiu que aquilo que realmente queria fazer era seguir seu sonho de ser ator, então se mudou para Los Angeles e conseguiu o papel principal em uma produção do teatro local chamada "Suburbia", que posteriormente foi adaptada para filme. Em sua quinta audição, conseguiu o papel de Ricky em "A Vida Secreta de uma Adolescente Americana" (The Secret Life of the American Teenager).

## Filmografia
| Televisão | Televisão                                | Televisão                 | Televisão            |
| Ano       | Titulo                                   | Personagem                | Notas                |
| --------- | ---------------------------------------- | ------------------------- | -------------------- |
| 2008+     | The Secret Life of the American Teenager | Richard "Ricky" Underwood | 2008–2013            |
| 2014      | Red Band Society                         | Hunter Cole               | 7 episódios gravados |
| 2014      | Stalker                                  | Eric Bates                | Episódio 1           |
| 2014      | Ouija                                    | Trevor                    | Filme                |

## Prêmios
| Ano  | Prêmio             | Trabalho                                 | Categoria                                     | Resultado |
| ---- | ------------------ | ---------------------------------------- | --------------------------------------------- | --------- |
| 2009 | Teen Choice Awards | The Secret Life of the American Teenager | Escolha Estrela de TV de Verão: Masculino     | Venceu    |
| 2009 | Teen Choice Awards | The Secret Life of the American Teenager | Escolha de Estrela Revelação de TV: Masculino | Indicado  |
| 2010 | Teen Choice Awards | The Secret Life of the American Teenager | Escolha de Ator de TV: Drama                  | Indicado  |
| 2010 | Teen Choice Awards | The Secret Life of the American Teenager | Escolha de Estrela de TV de Verão: Masculino  | Indicado  |
| 2011 | Teen Choice Awards | The Secret Life of the American Teenager | Escolha de Ator de TV: Drama                  | Indicado  |